# Concile d'Anse (1025)
Pour les articles homonymes, voir Concile d'Anse.
Le concile d'Anse, dit Second voire parfois 3e concile d'Anse, est une assemblée provinciale qui se serait tenue dans la ville d'Anse, près de Lyon, vers 1025, peut être un 17 juin. Un serment, dit Paix en Viennois aurait été prononcé au cours de ce synode. Son existence est remise en cause. 

## Contexte
Le synode provincial réunit les prélats de Bourgogne, issus des provinces ecclésiastiques de Lyon et de Vienne, dans l'église Saint-Romain d'Anse,,. La tradition, et notamment Georges de Manteyer (1904), considère que le concile s'est déroulée en 1025, probablement date du 17 juin est communément avancée,.
La connaissance de ce concile repose sur cartulaire de l'église Saint-Vincent de Mâcon. Manteyer s'est interrogé sur la confusion avec le premier concile d'Anse qui s'est tenu en 994, dans la mesure où certaines similitudes sont relevées comme le lieu, le même nombre de présents, des noms correspondant au même diocèse, trente ans après. Toutefois, il considère que cette source différente et des noms différents, en font deux évènements distincts.
Le médiéviste Laurent Ripart (2008) remet en cause son existence : « Outre le fait que cette analyse est fondée sur un tissu de déductions qui ne résiste pas à la critique, il convient surtout de souligner que le deuxième concile d'Anse de 1025 n'a certainement jamais existé. »
Le déroulement de ce synode ainsi que les présents sont connus notamment à partir d'une notice de la seconde moitié du XIIe siècle, qui reconnaît les droits de l'évêque de Mâcon.

## Signataires
Auraient participé à ce concile, :
Province ecclésiastique de Lyon
- Burchard II, archevêque de Lyon,
- Gauslin, évêque de Macon,
- Geoffroy Ier, évêque de Chalon-sur-Saône,
- Hugues de Chalon, évêque d'Auxerre,
- Helmuin, évêque d'Autun,

Province ecclésiastique de Vienne
- Burchard, archevêque de Vienne,
- Amizon (?), archevêque de Tarentaise,
- Guigues II/Guigon, évêque de Valence,
- Humbert Ier, évêque de Grenoble,
- Urard/Éverard, évêque de Maurienne,
- Anselme Ier, évêque d'Aoste,
- Héribald/Ambald, évêque d'Uzès.

Comme relevé, les noms semblent quasiment identiques à ceux ayant participé au concile d'Anse de 994, soit trente ans plus tôt. Cependant, certaines incohérences peuvent être relevées notamment dans les noms présents. Ainsi Amizon, archevêque de Tarentaise, n'est plus sur le siège métropolitain, de même qu'Anselme d'Aoste, qui a été remplacé par Burcard.

## Déroulement
Selon la tradition, ce concile s'inscrit dans la série plus large des assemblées ecclésiastiques visant à mettre en place la paix de Dieu. Il se place dans la lignée de celui de 994, mais en s'inspirant, selon Manteyer, d'assemblées plus récentes comme Beauvais (1023) ou encore Héry (1024). On trouve d'ailleurs des similitudes dans la rédaction, notamment avec le serment de Beauvais.
Au cours de cette assemblée, Gauslin, évêque de Macon, se plaint de Burchard de Vienne, à cause de l'ordination de moines de Cluny, dont l'abbaye relève pourtant de l'Église de Mâcon,,. L'abbé de Cluny, Odilon, apporte en démonstration un privilège obtenu de Rome par lequel il peut faire appel à l'évêque de son choix pour les ordinations,. Cependant, au cours des discussions, il est rappelé que depuis le concile de Chalcédoine (451), les abbés sont soumis à l'autorité de l'évêque dont il dépend,. L'archevêque Burchard doit s'excuser et promet de fournir chaque année l'abbaye en huile d'olives pour la confection du saint-chrême,.

## Serment dit dePaix en Viennois
En 1903, Manteyer analyse un document concernant un serment,. Burchard, archevêque de Vienne fait prêter serment d'observer la paix de Dieu à un prince laïc, le comte Humbert, pour ses différents comtés de Bugey, Vienne et de Sermorens,,.
Ce document est transcrit sur le folio 248 inséré dans une Bible d'origine viennoise et découverte par Ernest-Charles Babut, en 1902, dit manuscrit A9 de la Bibliothèque de la Bourgeoisie de Berne. Georges de Manteyer est informé de la découverte et produit une analyse. L'historien, travaillant notamment sur sa thèse sur Les Origines de la maison de Savoie en Bourgogne (900-1060), conclut que le serment ressemble à celui, passé en 1023, de Guérin, évêque de Beauvais, et considère qu'il a été fait lors du concile d'Anse de 1025.
René Poupardin (1907) annote qu'« II faut d'ailleurs remarquer que c'est par conjecture seulement que nous pouvons rattacher au concile d'Anse de 1025 le texte de serment pour la Paix de Dieu qui nous est parvenu » tout en estimant que cela puisse être « extrêmement vraisemblable »
Le médiéviste Laurent Ripart (2008) estime, en l'état des connaissances, que l'auteur et la date ne sont pas connus précisément. Il avance cependant une datation aux alentours de l'année 1020 pour ce serment.